# U-680
| U-680                      | U-680                                                          | U-680                                                          |
| -------------------------- | -------------------------------------------------------------- | -------------------------------------------------------------- |
|                            |                                                                |                                                                |
|                            |                                                                |                                                                |
|                            |                                                                |                                                                |
| Під прапором               | Третій рейх                                                    | Третій рейх                                                    |
| Спуск на воду              | 20 листопада 1943 року                                         | 20 листопада 1943 року                                         |
| Виведений зі складу флоту  | 5 травня 1945 року                                             | 5 травня 1945 року                                             |
| Сучасний статус            | потоплено                                                      | потоплено                                                      |
| Проєкт                     |                                                                |                                                                |
| Тип ПЧ                     | Торпедний ДПЧ                                                  | Торпедний ДПЧ                                                  |
| Основні характеристики     |                                                                |                                                                |
| Швидкість (надводна)       | 17,7 вузла                                                     | 17,7 вузла                                                     |
| Швидкість (підводна)       | 7,6 вузла                                                      | 7,6 вузла                                                      |
| Робоча глибина занурення   | 100 м                                                          | 100 м                                                          |
| Гранична глибина занурення | 220 м                                                          | 220 м                                                          |
| Екіпаж                     | 44 осіб                                                        | 44 осіб                                                        |
| Розміри                    |                                                                |                                                                |
| Довжина найбільша (по КВЛ) | 67,1 м                                                         | 67,1 м                                                         |
| Ширина корпусу найб.       | 6,2 м                                                          | 6,2 м                                                          |
| Висота                     | 9,6 м                                                          | 9,6 м                                                          |
| Середня осадка (по КВЛ)    | 4,70 м                                                         | 4,70 м                                                         |
| Водотоннажність надводна   | 769 т                                                          | 769 т                                                          |
| Озброєння                  |                                                                |                                                                |
| Артилерія                  | одна палубна гармата калібру 88-мм, одна 20-мм зенітна гармата | одна палубна гармата калібру 88-мм, одна 20-мм зенітна гармата |
| Торпедно- мінне озброєння  | 4 носових і один кормовий ТА. 14 торпед або 26 мін             | 4 носових і один кормовий ТА. 14 торпед або 26 мін             |

U-680 — німецький підводний човен типу VIIC, часів Другої світової війни.
Замовлення на будівництво човна віддане 5 червня 1941 року. Човен заклали на верфі суднобудівної компанії «Howaldtswerke Hamburg AG» у місті Гамбург 12 жовтня 1942 року під заводським номером 829, спущений на воду 20 листопада 1943 року. 23 грудня 1943 року увійшов до складу 31-ї флотилії. Також за час служби входив до складу 6-ї та 11-ї флотилій. Єдиним командиром підводного човна був оберлейтенант-цур-зее Макс Ульбер.
Човен виконав 4 бойових походди, в яких не потопив та не пошкодив жодного судна.
Капітулював 5 травня 1945 року біля Фредерісії, Данія. 24 червня 1945 року переведено з Вільгельмсгафена до Лох-Раяну, Шотландія. Потоплено 28 грудня 1945 року північніше Ірландії (55°24′ пн. ш. 06°29′ зх. д. / 55.400° пн. ш. 6.483° зх. д.) вогнем артилерії британського есмінця HMS Onslaught в рамках проведення операції «Дедлайт».